# Luigi Innocenti
Luigi Innocenti (Roma, 19 dicembre 1923 – Milano, 12 giugno 1995) è stato un imprenditore italiano, proprietario dell'omonima azienda meccanica, figlio unico del fondatore Ferdinando.

## Biografia

### L'Azienda Innocenti (1949-1971)
Entra nell'Azienda di famiglia nella mansione di impiegato tecnico e come componente del Consiglio di Amministrazione. Sarà lui a suggerire al padre di tentare l'avventura nel settore automobilistico negli anni sessanta, anche in virtù dell’esperienza maturata nel settore attraverso la produzione di presse per lo stampaggio delle lamiere. La Innocenti, infatti, produceva anche presse per diverse case automobilistiche europee. Luigi riuscì ad imporre la propria volontà in contrapposizione ad altre due ipotesi di riconversione della produzione: la meccanica pesante (caldeggiata dal padre Ferdinando) e la produzione di elettrodomestici (proposta da Lauro, Amministratore Delegato e “braccio destro” del padre).
In quello stesso anno iniziarono gli studi per una vettura interamente prodotta a Lambrate, cui seguirà la proposta di collaborazione con la tedesca Glas per produrre su licenza la piccola Goggomobil, ma tutte queste ipotesi non prendono corpo a causa dell'insorgere di possibili contrasti con la Fiat, uno dei principali clienti dell'Azienda, per la concorrenza che si verrebbe a creare.. Seguono contatti con diverse case automobilistiche, finché nel 1959 si concretizza l’accordo con la BMC per la produzione su licenza dell’Austin A40, un'intelligente utilitaria due porte con portellone, del tutto assente nel mercato italiano. Il rovescio della medaglia fu che dal 1960 la produzione motociclistica, in forte calo, cadde in secondo piano: cesserà totalmente dieci anni dopo, su scelta dello stesso Luigi. Verso la fine del 1965 inizierà invece la produzione del modello di maggiore diffusione mai costruito dalla Innocenti: la Mini, vettura creata da Alec Issigonis con l’Austin Morris. L’auto era regolarmente importata in Italia dalla BMC, ma le vendite non raggiungevano livelli soddisfacenti, a causa degli alti costi dei balzelli alle dogane nonché dei relativi costi per il trasporto che facevano inevitabilmente lievitare il prezzo. La presenza dell’accordo con la Innocenti era proprio una ghiotta occasione per “aggirare” tutte queste spese permettendo alla Innocenti di produrre in Italia anche questo modello. Luigi Innocenti, a capo del Consiglio di Amministrazione a causa dei problemi di salute del padre, accetta con entusiasmo. La versione Innocenti della popolare utilitaria britannica avrà finiture migliori e riscontrerà un ottimo successo di pubblico.
Dal 1962 è Luigi a dirigere l’azienda di fatto, seppur formalmente Ferdinando resti Presidente fino alla morte. Vedendosi costretto a limitare il proprio impegno in azienda a causa di problemi di salute, cercò di creare intorno al figlio uno staff di collaboratori esperti e decisi, capaci di affiancarlo e di consigliarlo al meglio. Con la sua morte, avvenuta nel 1966, verrà a mancare una figura di polso, capace di imporre le proprie scelte e di gestire al meglio tutti i vertici dell’azienda: come logica conseguenza la mancanza di personalità del figlio Luigi determinerà una serie di contrasti e di confusione che mineranno le sorti della fabbrica. Luigi subentrò alla guida dell'Azienda, ereditando un piccolo impero che spaziava dalla meccanica pesante alle automobili e gli scooter, ma non la genialità e la capacità imprenditoriale del genitore. Luigi, infatti, per indole, ma anche a causa delle difficili situazioni venitesi a creare con le sempre più pressanti agitazioni sindacali della forza lavoro, estremamente politicizzata e propensa a scioperare, dopo cinque anni di gestione, durante i quali si limitò a rinnovare gli accordi già esistenti, nel frattempo scaduti, decise di ritirarsi dall’attività creata dal padre, cedendo singolarmente ogni ramo d’azienda. 
Il difficile intervento chirurgico cui dovette sottoporsi nel luglio 1971, a causa di un aneurisma cerebrale, accelerò la cessione: il settore della meccanica passò all'IRI, cioè allo Stato Italiano. La mitica Lambretta viene ceduta agli indiani, che continueranno a produrla in loco, mentre il comparto automobilistico finì in mano alla British Leyland, unica Azienda alla fine veramente interessata a rilevarla, dato che grazie all'Innocenti era penetrata nel mercato italiano producendo su licenza la Mini. Luigi si ritrovò così in mano un cospicuo compenso (circa 43 miliardi di lire dell'epoca) che investì soprattutto all'estero.

## Vita privata
Figlio di Ferdinando Innocenti, creatore dell'omonima azienda e della celeberrima Lambretta, si laureò in Ingegneria nel 1948, entrando nel 1949 nell'Azienda di famiglia come impiegato tecnico e componente del Consiglio di Amministrazione, per poi risalire la gerarchia arrivando nel 1958 ad assumere la carica di Vicepresidente. Divenne Presidente alla morte del padre, nel 1966, fino al 1971, quando decise di cedere l'Azienda.
Sempre nel 1971, anno della cessione, ottenne l'annullamento del suo primo matrimonio, da cui ebbe un figlio, Gianfranco. Nel frattempo sposerà la sua nuova compagna Liliana Querci nel 1980, che nel 1981 gli darà un secondo figlio, Lorenzo. Da allora di Luigi non si è più parlato né nelle cronache finanziarie né in quelle mondane, tanto era schivo e riservato. Chi lo conosceva lo ricorda come un gentleman, generoso e poco incline alle concessioni dell’agiatezza.
Le sue condizioni di salute peggiorano a partire dagli anni novanta. Muore a Milano il 12 giugno 1995, all'età di 71 anni. Riposa nel Cimitero Flaminio di Roma.

## Questioni ereditarie
Alla sua morte i rapporti nella “doppia” famiglia di Luigi peggiorano sensibilmente. All'apertura del testamento si scopre che il decuius ha deciso di lasciare tutti i suoi beni in parti uguali solo alla moglie Liliana Querci e al figlio Lorenzo, senza assegnare alcun lascito al primo figlio. Il motivo lo spiega lo stesso Luigi nel testamento: il primogenito ha ricevuto parecchie sostanze, visto che quando il padre era in vita gli passò progressivamente contanti e altri beni. Venti miliardi di Lire in contanti; una quota tra il 40 e il 60 per cento di tutte le società immobiliari, compresa la Immobiliare Laurentiana, proprietaria di un palazzo in Via della Spiga a Roma, nonché tutti i gioielli della nonna l'arredamento della casa di Roma di Via San Nicola Tolentino; l'arredamento della casa di Milano di Piazza San Babila. Tra questi arredi anche la «Collezione Innocenti», una raccolta di mobili di grande valore.
Gianfranco Innocenti non è d'accordo e accusa la seconda moglie del padre di aver plagiato l'anziano genitore, reso poco lucido dalla salute malferma. «La malattia ridusse progressivamente anche le sue capacità psichiche, tanto da farlo diventare l'ombra del grande imprenditore a tutti noto, facilmente influenzabile da chi gli viveva a fianco. Gli inviti e le frequentazioni dell'Ing. Innocenti cominciarono a essere gestite in via esclusiva dalla signora Querci, la quale andava via via estraniandolo dalla vita sociale e di relazione e da ogni affare, nella vita privata gli venivano preclusi gli svaghi (suonare il pianoforte) e i giochi (le carte) preferiti». E, negando di avere mai ricevuto regali, Gianfranco Innocenti pretese la sua quota di eredità.
Nel 2010 il Tribunale decide che il testamento va bene così com'è, poiché il primogenito ha già avuto in vita la parte che gli spettava. Ma Gianfranco non accetta neanche questa sentenza, e nel 2011 ricorre in appello, perdendo nuovamente.